# Тайга (Архангельська область)
Тайга (рос. Тайга) — селище в Пінезькому районі Архангельської області Російської Федерації.
Населення становить 401 особу. Входить до складу муніципального утворення Пинежське муніципальне утворення.

## Історія
Від 1937 року належить до Архангельської області.
Орган місцевого самоврядування від 2004 року — Пинежське муніципальне утворення.

## Населення
| 2002 | 2010 | 2012 |
| ---- | ---- | ---- |
| 371  | ↘278 | ↗401 |